# Mirage (motorfiets)
Mirage is een Canadees merk van motorfietsen. Mirage Motorcycles Inc. is gevestigd in Sarnia, Ontario.
Mirage produceert handgemaakte (custom-) motorfietsen met zware V-twin motorblokken. Alle onderdelen, inclusief de motoren, worden in Canada gemaakt.